# Villaverde de Montejo
Villaverde de Montejo is een gemeente in de Spaanse provincie Segovia in de regio Castilië en León met een oppervlakte van 24,80 km². Villaverde de Montejo telt 35 inwoners (1 januari 2016).

## Demografische ontwikkeling
Bron: INE, 1857-2011: volkstellingen
Opm.: In 1857 werd de gemeente Villalvilla de Montejo aangehecht